# ILife
iLife er en softwarepakke fra Apple. Pakken indeholder iPhoto, iMovie, GarageBand. Programmerne kan kun afvikles på Apples Macintosh-computere.
iPhoto gør det muligt at organisere og redigere billeder. Man kan endvidere opstille sine fotografier i fotoalbumskabeloner og derefter købe albummerne i fysisk form. I iPhoto kan man også fremstille digitale lysbilledshow.
iMovie er et filmredigeringsprogram.
I Garageband kan man fremstille musiknumre og podcasts ved hjælp af digitale og fysike instrumenter.